# Schwarzenbach an der Saale
Schwarzenbach an der Saale je město v německé spolkové zemi Bavorsko, v zemském okrese Hof.

## Historie
V roce 1610 byla městu propůjčena markrabětem Christianem Friedrichem Braniborským-Bayreuthským tržní práva. Od roku 1792 spadala obec do Bayreutského knížectví. Později, v roce 1807 připadla Francii, a roku 1810 přešla v majetek Bavorska. Knížata ze Schönburgu-Waldenburgu zde měli v této době své panství. Od roku 1844 je Schwarzenbach an der Saale městem.
O Velkém pátku roku 1948 zde bylo v kostele svatého Huberta založeno Kristovo bratrstvo ze Selbitz.

## Vývoj počtu obyvatel
| Rok            | 1970  | 1987  | 2000  | 2006  |
| -------------- | ----- | ----- | ----- | ----- |
| Počet obyvatel | 9 768 | 8 174 | 8 260 | 7 738 |

## Místní části
Počet obyvatel je uveden v závorce.
| - Albertsberg (1) - Baumersreuth (35) - Birkenbühl (4) - Fletschenreuth (78) - Förbau (773) | - Förmitz (60) - Götzmannsgrün (34) - Hallerstein (286) - Langenbach (56) - Martinlamitz (637) | - Mittelschieda (7) - Nonnenwald (49) - Posterlitz (4) - Quellenreuth (35) - Stollen (12) | - Schwarzenbach a.d. Saale (5546) - Schwingen (40) - Seulbitz (133) - Stobersreuth (43) - Völkenreuth (42) |

## Ekonomika
Hlavními průmyslovými odvětvími ve městě jsou výroba porcelánu (tradiční pro celou oblast), textilní průmysl, strojírenství a obuvnictví.

## Zajímavosti
- Jakýmsi symbolem města je spisovatel Jean Paul, který zde má svůj památník, a jeho podobizny a informace o něm lze najít na mnoha místech ve městě.
- Již od roku 1903 vychází ve Schwarzenbachu týdeník „Schwarzenbacher Amtsblatt".
- Město je poseto podobiznami ryb vyrobených z keramiky, z nichž každá je pomalována jiným autorem a jiným stylem. To souvisí s rybou, která je součástí městského znaku.